# Sekundarna fotografija
Sekundarna fotografija (v angleščini pogosto ''second unit'', tudi ''secondary photography'' (druga enota)), je izraz, ki se ga uporablja pri filmski in televizijski produkciji v času dejanske produkcije oziroma snemanja, sočasno s principalno fotografijo.
Sekundarna fotografija je faza produkcije, kjer druge enote filmskih ekip sočasno diskretno snemajo preostale dele filmskih prizorov (akcijske sekvence; prizore, kjer se ne potrebuje igralcev, da bi se jih posnelo (npr. scenska ozadja, deli telesa posneti z drugimi igralci pod pretvezo, da gre za glavne oziroma za ''principalne'' igralce; druge inserte (vzpostavitveni prizori, razrezani posnetki); in popravke, ki jih principalna fotografija ni mogla še enkrat popraviti s ponovnim snemanjem itd.)).
Te enote pa ne smemo mešati z dodatno fotografijo.